# La maschera di Venere
La maschera di Venere è un film muto italiano del 1919 diretto da Telemaco Ruggeri.